# إرنست أ. ليمان
إرنست أ. ليمان (بالألمانية: Ernst A. Lehmann) هو طيار ألماني، ولد في 12 مايو 1886 في لودفيغسهافن في ألمانيا، وتوفي في 7 مايو 1937 في لاكهورست في الولايات المتحدة.